# Nicolaas Scholtz
Nicolaas Scholtz (* 5. Februar 1991 in Caledon) ist ein südafrikanischer Tennisspieler.

## Karriere

### Juniorenkarriere und College Tennis
Nicolaas Scholtz, dessen Vater Calla Scholtz ein professioneller Rugby-Spieler war, war bereits als Junior äußerst erfolgreich. Er nahm 2008 am Orange Bowl, einem der weltweit wichtigsten Tennisturniere für Junioren, teil. Ein Jahr später spielte er sowohl im Einzel als auch im Doppel bei allen vier Grand-Slam-Turnieren, den Australian Open, den French Open, den Wimbledon Championships und den US Open. Seine beste Platzierung war ein kombinierter 22. Rang im Januar 2009.
Scholtz studierte an der University of Mississippi und spielte dort College Tennis für die Rebels. Er nahm an den NCAA Division I Tennis Championships teil und erreichte 2012 das Viertelfinale. Im Folgejahr erreichte er mit Jonas Lütjen im Doppel das Halbfinale. Er war 2012 SEC Freshman of the Year und 2014 SEC Player of the Year.

### Profitour
Auf der Profitour spielt Scholtz hauptsächlich Turniere der dritt- und zweitklassigen ITF Future Tour und ATP Challenger Tour. Auf der Future Tour gewann er bislang 13 Einzel- und elf Doppeltitel. 2009 bekam er eine Wildcard für die Qualifikation des Turniers in Johannesburg, schied jedoch in der Qualifikationsrunde aus. Ein Jahr später kam er zu seinem ersten Auftritt auf der ATP World Tour. Während er im Einzel erneut die Qualifikation nicht überstand, erhielten er und sein Partner Ruan Roelofse auch eine Wildcard für das Doppelfeld. Sie verloren ihr Auftaktmatch gegen Prakash Amritraj und Jamie Cerretani klar in zwei Sätzen. 2011 qualifizierte er sich für das Einzelfeld in Johannesburg, verlor aber in der ersten Runde gegen Denis Gremelmayr. In den Folgejahren spielte er ausschließlich auf der Future und Challenger Tour, wo er diverse Titel auf der Future Tour gewann.
In Lexington erreichte er im Juli 2016 mit Tucker Vorster sein erstes Finale auf der Challenger Tour, musste sich jedoch den Australiern Luke Saville und Jordan Thompson geschlagen geben. Erfolgreicher war er schließlich einen Monat später. In Aptos stand er erneut mit Vorster im Finale, bezwang diesmal die Paarung Mackenzie McDonald und Ben McLachlan in drei Sätzen und feierte seinen ersten Erfolg auf Challenger-Level. 2017 versuchte er sich für das Turnier in Winston-Salem zu qualifizieren, verlor aber sein Erstrundenspiel gegen Márton Fucsovics deutlich. Seine beste Einzelplatzierung ist ein 320. Rang, im Doppel gelang ihm ein 251. Rang.
Scholtz debütierte 2012 für die südafrikanische Davis-Cup-Mannschaft im Play-off-Spiel gegen Kanada. Er verlor sowohl sein erstes Einzel gegen Milos Raonic als auch das abschließende unbedeutende fünfte Spiel gegen Frank Dancevic. Er hat eine Einzelbilanz von 5:7 und eine Doppelbilanz von 0:1.

## Erfolge
| Legende (Anzahl der Siege)  |
| Grand Slam                  |
| ATP World Tour Finals       |
| ATP World Tour Masters 1000 |
| ATP World Tour 500          |
| ATP World Tour 250          |
| ATP Challenger Tour (1)     |

### Doppel

#### Turniersiege
| Nr. | Datum           | Turnier | Belag     | Partner        | Finalgegner                      | Ergebnis          |
| --- | --------------- | ------- | --------- | -------------- | -------------------------------- | ----------------- |
| 1.  | 14. August 2016 | Aptos   | Hartplatz | Tucker Vorster | Mackenzie McDonald Ben McLachlan | 6:75, 6:3, [10:8] |